# Sibaj
Sibaj (baškirsky i rusky Сиба́й) je město v Baškortostánu v Ruské federaci. Při sčítání lidu v roce 2010 měl přes šedesát tisíc obyvatel.

## Poloha
Sibaj leží na jižním okraji Uralu. V rámci Baškortostánu se nachází na jihovýchodě, jen zhruba deset kilometrů západně od hranice s Čeljabinskou oblastí. Od Ufy, hlavního města je republiky, je vzdálen přibližně 460 kilometrů na jihovýchod. Bližší města jsou Magnitogorsk necelých 100 kilometrů severně a Bajmak přibližně 25 kilometrů jihozápadně.

## Dějiny
Sibaj byl založen v roce 1938 v souvislosti s povrchovou těžbou mědi.
Městem je od roku 1955.